# Володось, Василий Леонтьевич
Василий Леонтьевич Володось (бел. Васіль Лявонцьевіч Валадось; 7 апреля 1932, Кокощицы, Слонимский повет, Новогрудское воеводство, Польша — 15 мая 2005, Мосты, Гродненская область, Беларусь) — советский и белорусский инженер, руководитель сельскохозяйственного предприятия. Заслуженный работник сельского хозяйства БССР, лауреат Государственной премии Белорусской ССР.

## Биография
Родился в семье крестьян. Отец — Леонтий Кондратьевич Володось (1907 год — 10 августа 1991 года); мать — Анна Поликарповна Володось (Соколовская) (1910 год — 12 августа 1993 года). Был старшим из трёх братьев. Средний брат — Николай Леонтьевич Володось, младший — Аркадий Леонтьевич Володось.

### Образование и трудовая деятельность
В 1952 году окончил Жировичский сельскохозяйственный техникум. Работал на Мостовской машинно-тракторной станции (в деревне Пески Мостовского района) участковым механиком. С 1954 года — главный инженер Мостовской ремонтно-технической станции (МРТС) в городе Мосты Гродненской области.
После обучения в Воронежском сельскохозяйственном институте (1956—1958 годы) работал
главным инженером Мостовской РТС, затем в Мостовской райсельхозтехнике - главным инженером и с 1974 года управляющим. На этой должности он проработал до 1994 года, когда и ушёл на пенсию.

## Деятельность райсельхозтехники
Работа коллектива райсельхозтехники под руководством В. Л. Володося была отмечена рядом наград.
За достижения наивысших показателей во всесоюзном социалистическом соревновании и честь 50-летия образования СССР постановлением ЦК КПСС, Президиумом Верховного Совета СССР, Совета Министров и ВЦСПС от 13.02.1972 г. коллектив «Сельхозтехники» был награждён юбилейным знаком, а в 1976 г. коллективу был вручён Памятный знак ЦК КПСС, Совета Министров СССР, ВЦСПС и ЦК ВЛКСМ.
Дважды, в 1972 и 1982 годах, коллективу вручалось Переходящее Красное знамя ЦК КПСС, Совета Министров СССР, ВЦСПС и ЦК ВЛКСМ с занесением на Всесоюзную доску почета на Выставке достижений народного хозяйства СССР (ВДНХ СССР) в Москве. В семидесятые годы на базе Мостовской сельхозтехники был построен учебный комбинат, где проводились республиканские и всесоюзные семинары.

### Роль в жизни города
Коллективом сельхозтехники был фактически построен один из районов Мостов. Строилось жильё для сотрудников: малосемейные общежития и многоквартирные дома. Было построено двухэтажное здание для амбулатории, которая по своим возможностям превосходила очень многие аналогичные учреждения. Детский сад, построенный для детей сотрудников, неоднократно отмечался наградами и считался лучшим в Мостовском районе. Был построен спортивный комплекс, включавший в себя стадион, спортивный зал и прачечную, а также крытый бассейн, которым пользуются не только сотрудники предприятия, но и жители города. На предприятии была своя хоккейная команда.

### Награды и признание заслуг
За трудовые успехи В. Л. Володось был награждён:
- 1966 год — орден «Знак почёта»;
- 1970 год — медаль «За доблестный труд»;
- 1972 год — Почётная грамота Верховного Совета БССР;
- 1974 год — знак «Отличник системы „Союз сельхозтехники“»;
- 1975 год — орден «Трудового Красного Знамени»;
- 1979 год — звание «Заслуженный инженер сельского хозяйства БССР»;
- 1982 год — звание «Заслуженный работник сельского хозяйства БССР»;
- 1986 год — орден «Октябрьской революции»

Был лауреатом Государственной премии БССР.

## Память
- Именем В. Л. Володося названа одна из улиц в городе Мосты.
- 24 мая 2007 года на здании Мостовской сельхозтехники была установлена мемориальная доска В. Л. Володосю.
- Имя В. Л. Володося занесено в Книгу Славы Мостовского района.
- 18 декабря 2024 года средней школе №5 города Мосты было присвоено имя В. Л. Володося.